# Oh Aaron
Oh Aaron, pubblicato il 7 agosto del 2001, è il terzo album di Aaron Carter.

## Il disco
Si tratta dell'album successivo ad Aaron's Party (Come Get It), esso si apre con un duetto che Aaron ha inciso con l'aiuto del fratello Nick Carter.
Fu pubblicato il 26 marzo 2002 un DVD con lo stesso nome che conteneva il suo concerto del 2001 a Baton Rouge in Louisiana, interviste e video musicali.
La casa costruttrice di giocattoli Play Along Toys creò anche una bambola rappresentante Aaron Carter in occasione dell'uscita dell'album.
L'album vendette meno della metà delle copie di Aaron's Party (Come Get It). Inizialmente le vendite furono straordinariamente positive, ma calarono nettamente dopo poche settimane così l'album si guadagnò solamente un disco d'oro.

## Tracce
1. "Oh Aaron" (Kierulf/Schwartz/Goldmark) - 3:17
2. "Not Too Young, Not Too Old" (Williams) - 3:07
3. "Stride (Jump on the Fizzy)" (Wilder) - 3:14
4. "Come Follow Me" (Power/Secon) - 3:04
5. "I Would" (Kierulf/Schwartz/Goldmark) - 3:07
6. "Baby It's You" (Bushell/Cook/Copeland/Dane) - 3:06
7. "I'm All About You" (Mueller/Goldmark) - 3:41
8. "The Kid in You" (Butler/Goldmark) - 3:25
9. "Hey You" (Cook/Copeland/Dane) - 2:55
10. "Cowgirl (Lil' Mama)" (Terrell) - 3:37
11. "Preview Track" - 1:25